# Kehinde Fadipe
Kehinde Fadipe (Port Harcourt, 17 giugno 1983) è un'attrice nigeriana.

## Biografia
Di origini nigeriane, Kehinde Fadipe recita nel 2009 nell'opera teatrale vincitrice del Premio Pulitzer per la drammaturgia Ruined di Lynn Nottage, che tratta il tema della violenza sessuale nella Repubblica Democratica del Congo. Nel 2011, dopo aver recitato in alcuni cortometraggi, di cui uno Spirit Children scritto e diretto da lei stessa, prende parte alla serie televisiva di genere poliziesco The Body Farm, tratto dal romanzo del 1994 di Patricia Cornwell La fabbrica dei corpi. Entra poi a far parte del cast di Misfits, serie di genere teen drama fantascientifico britannica, dove interpreta Melissa, la controparte femminile di Curtis, interpretato da Nathan Stewart-Jarret.

## Filmografia

### Televisione
- Of Mary - cortometraggio, regia di Adrian Lester (2011)
- Spirit Children - cortometraggio, regia di Kehinde Fadipe (2011)
- Misfits - serie TV, 4 episodi (2011)
- The Body Farm - serie TV, 1 episodio (2011)

## Teatro
- Ruined, di Lynn Nottage (2009)